# 阿武火山
阿武火山是印度尼西亞的火山，位於桑義赫群島，是群島中最大的火山，峰頂有闊4.5公里的火山口，這座火山曾經在1711年、1812年、1856年、1892年和1966年發生大型火山爆發，火山碎屑流和火山泥流總共造成超過8,000人死亡。